# 스위스계 캐나다인
스위스계 캐나다인은 스위스 혈통의 캐나다인 시민이거나 스위스에서 이주하여 캐나다에 거주하는 사람들이다. 2016년 캐나다 인구조사에 따르면 2016년 인구조사에서 스위스 혈통을 주장한 캐나다인은 155,120명으로 2011년 인구조사의 146,830명에 비해 증가했다.
캐나다의 초기 정착민 중 한 명은 피에르 미빌(1669년 사망)이었다. 모피 상인이자 상인이었던 로렌츠 에르마팅어(1736~1789)는 스위스에서 몬트리올로 왔고, 그의 아들 찰스 오크스(1776~1833)와 세바스티안 프레이포겔과 함께 거대한 휴런 지역을 탐험했다. 많은 스위스인들이 라이슬로이퍼의 일부로 북아메리카에 도착했고, 그들 중 일부는 나중에 캐나다에 정착했다. 이 병사들 중 한 명은 7년 전쟁과 미국 독립 전쟁 동안 북아메리카에서 영국 육군에 복무했던 프레더릭 할디만이었다. 1778년부터 1786년까지 그는 퀘벡주의 총독으로 재직했다.
또 다른 스위스 이민자 집단은 원래 펜실베이니아에 정착했고 스위스 재세례파의 후손이었던 메노파였다. 1786년에 이 메노파 집단(존, 티엘만, 스테픈 콜브, 프랭클린 알브레히트, 프리드리히 한이 이끌었다)은 나이아가라 지역, 트웬티 마일 크릭 근처에 정착했다. 또 다른 식민지는 데이비드 후버에 의해 1792년 이리호 북쪽 해안에 설립되었다. 워털루를 설립한 에이브러햄 어브는 펜실베이니아 출신의 스위스 혈통 메노파였다. 마찬가지로, 벤저민 에비는 1806년 어퍼캐나다로 이주하여 나중에 키치너가 될 넓은 토지를 구입했다.
1871년까지 약 3,000명의 스위스인들이 캐나다에 정착했으며, 1887년과 1938년 사이에 추가로 8,548명의 스위스인들이 캐나다로 이주한 것으로 보고되었다. 홈스테드 법의 통과로 1868년 대규모 토지가 정착을 위해 이용 가능해졌다. 1973년, 엘리제 폰 코어버가 이끄는 스위스 이민자 집단이 니피싱 지역에 도착했다. 피터 린디스바허는 1834년 사망할 때까지 미국 서부와 캐나다를 그리는 데 특화된 스위스 예술가였다.
WWII까지 대부분의 스위스 이민자들은 캐나다에 정착한 농부들이었다. 이는 WWII 이후 몇몇 스위스 기업들이 캐나다에 사무실을 열면서 엔지니어, 교수, 상인 등 교육받은 스위스 인력의 이민을 이끌었다. 1970년대에 스위스에서 농지가 너무 비싸지자, 많은 스위스 농부들이 캐나다에서 농지를 구입하여 그곳에 정착했다. 1990년대에는 스위스의 실업률 증가가 또 다른 이민 물결로 이어졌다.

## 스위스계 캐나다인의 수치
| 2011년 전국 가구 조사에 따르면, 스위스 민족적 기원을 주장하는 사람이 가장 많은 도시는 다음과 같다. 1. 토론토, 온타리오주 – 13,455 2. 몬트리올, 퀘벡주 – 12,165 3. 밴쿠버, 브리티시컬럼비아주 – 11,405 4. 캘거리, 앨버타주 – 6,895 5. 에드먼턴, 앨버타주 – 5,895 6. 오타와, 온타리오주 – 4,600 7. 위니펙, 매니토바주 – 3,060 8. 해밀턴, 온타리오주 – 2,630 9. 퀘벡 시, 퀘벡주 – 1,530 10. 새스커툰, 서스캐처원주 – 1,150 |  | 2011년 전국 가구 조사에 따르면, 스위스 민족적 기원을 주장하는 사람이 가장 많은 주와 준주는 다음과 같다. 1. 온타리오주 – 57,270 2. 브리티시컬럼비아주 – 29,705 3. 앨버타주 – 23,020 4. 퀘벡주 – 22,065 5. 매니토바주 – 5,690 6. 서스캐처원주 – 4,420 7. 노바스코샤주 – 2,759 8. 뉴브런즈윅주 – 1,040 9. 유콘 – 380 10. 프린스에드워드아일랜드주 – 205 |

## 같이 보기
- 캐나다-스위스 관계
- 유럽계 캐나다인
- 스위스계 미국인